# Artificial Intelligence: A Modern Approach
Artificial Intelligence: A Modern Approach (AIMA) är en lärobok om artificiell intelligens, skriven av Stuart J. Russell och Peter Norvig för universitetsstudenter. Den tredje upplagan av boken släpptes den 11 december 2009. Boken används i över 1100 universitet runt om i världen och har kallats "den mest populära artificiell intelligens-läroboken i världen".